# Автошлях Т 1638
Автошля́х Т 1638 — автомобільний шлях територіального значення в Одеській області. Проходить територією Подільського району через пункт контролю Станіславка — Станіславку — Муровану. Загальна довжина — 20,2 км.

## Маршрут
Автошлях проходить через такі населені пункти:
| Автошлях Т 1638              |        |
| Одеська область              |        |
| Подільський район            |        |
| Станіславка (пункт контролю) | Т 1624 |
| Станіславка                  |        |
| Ясинове                      |        |
| Нестоїта                     |        |
| Мурована                     | Т 1622 |